# (21075) Heussinger
(21075) Heussinger ist ein Asteroid des Hauptgürtels, der am 12. September 1991 von den deutschen Astronomen Freimut Börngen und Lutz D. Schmadel am Observatorium der Thüringer Landessternwarte Tautenburg (IAU-Code 033) entdeckt wurde.
Durch Anwendung eines mehrstufigen Verfahrens, unter anderem unter Anwendung der hierarchischen Clusteranalyse, haben Milani et al. aufgrund von Bahndaten aus AstDyS eine Gruppierung von Hauptgürtelasteroiden vorgenommen. Dabei ergab sich ein Cluster von Asteroiden, dem neben (21075) Heussinger unter anderem (6769) Brokoff angehört und der sich mit der Hertha-Familie überschneidet. Möglicherweise gehört (21075) Heussinger somit zur Hertha-Familie, wobei dies jedoch nur eine Grundlage für notwendige weitere Untersuchungen darstellt.
(21075) Heussinger ist nach dem katholischen Priester und Minoritenpater Adalbero Heussinger (1923–2011) benannt, der 37 Jahre lang das Amt eines Apostolischen Pönitentiars im Vatikan innehatte.